# Организация 501(c)(3)
Организация 501(c)(3) — американская корпорация, трест, некорпоративная ассоциация или организация другого типа, освобожденная от федерального подоходного налога США в соответствии с Кодексом США подразделом 501(c)(3) раздела 26. Это один из 29 типов некоммерческих организаций в рамках организаций 501(c) в США.
Освобождение от налогов по статье 501(c)(3)  применяется к организациям, которые организованы и действуют исключительно в религиозных, благотворительных, научных, литературных или образовательных целях, либо для проверки общественной безопасности, для содействия национальным или международным любительским спортивным соревнованиям либо для предотвращения жестокого обращения с детьми или животными.